# Mauzé-sur-le-Mignon
Mauzé-sur-le-Mignon é uma comuna francesa na região administrativa da Nova Aquitânia, no departamento de Deux-Sèvres. Estende-se por uma área de 23,62 km². Em 2010 a comuna tinha 2 902 habitantes (densidade: 122,9 hab./km²).